# Erőss Antónia
Erőss Antónia, Erőss Antónia Berta (Marosvásárhely, 1860. november 14. – Zenta, 1908. április 2. vagy április 29.) énekes színésznő. Nagy Dezső színész első felesége. 

## Életpályája
Szülei Erőss Gyula honvéd százados és Fekete Katalin. Pályafutását 1885-ben kezdte Gáspár Jenő társulatában, különféle nevek alatt szerepelt. Előbb Szerémfalvi Béla felesége volt, majd 1903. április 2-án Debrecenben házasságot kötött Nagy Dezső színész, színigazgatóval.
1888-ban Bánfalvi Béla társulatához szerződött, ezután Balogh Árpádnál játszott. 1890-ben Heltai Nándor, 1891-ben Völgyi Ödön, 1892-ben Fábián László, 1893-ban Károlyi és Asztalos, majd 1893 ősze és 1895 nyara között Károlyi Lajos társulatában lépett színpadra. 1895-től későbbi férjénél, Nagy Dezsőnél szerepelt, majd 1905-1906-ban Kövessy Albertnél játszott. Betegsége miatt 1907-ben nyugdíjazták.

## Fontosabb színházi szerepei
- Jum-Jum (Sullivan: Mikádó vagy: Titipu városa)
- Aspasia (Jones: Görög rabszolga)
- Fényes Tercsi (Lukácsy Sándor: A vereshajú)